# ハート島 (ニューヨーク州)
ハート島（ハートとう、Hart Island）は、アメリカ合衆国ニューヨーク州ニューヨーク市ブロンクス区のロングアイランド湾の西端にあるペラム諸島に属する島である。この島は現在、ニューヨーク市営の共同墓地として使われている。ハート島には、100万体以上の遺体が埋葬されており、21世紀の最初の10年間では、年間1,500件弱の埋葬が行われた。
この島の公共的な利用は、1864年にアメリカ合衆国有色軍の訓練場として使用されたのに始まる。それ以来、南北戦争時の捕虜収容所、精神病院、結核療養所、大量に病死者が出たときの埋葬所、ホームレスのシェルター、少年院、刑務所、麻薬更生センターなどとして利用されてきた。他にも遊園地など、いくつかの建造物が計画されたが、建設されなかった。冷戦時代にはナイキミサイルの発射場があった。1967年まで刑務所やホームレスのシェルターとして断続的に使用されていたが、人が居住できる建造物は1977年までに放棄された。長らくニューヨーク市矯正局が管理していたが、2019年にニューヨーク市議会が、管轄権をニューヨーク市公園レクリエーション局に移すことを議決した。
ハート島に埋葬されているのは、遺族が個別の埋葬の費用を払えなかった人や、遺体の引き取り手がいなかった人、ホームレス、貧困者などであり、また、伝染病の大流行により大量の死者が出た時の遺体の埋葬も行われている。
島への上陸は矯正局によって制限されている。埋葬はライカーズ島の刑務所の受刑者によって行われる。ビジュアルアーティストのメリンダ・ハントが設立した公共慈善団体「ハート島プロジェクト」(Hart Island Project)は、島へのアクセスを改善し、埋葬記録の閲覧を容易にできるようにするための活動を行っている。2019年まで、ハート島への一般の上陸を容易にするために、管轄権を公園局に移す条例案を提案していた。

## 島名の由来
島名の由来については、1775年にイギリスの地図製作者が島の形が心臓に似ていることから"Heart Island"と命名し、その後"e"が取り除かれたという説:75など、諸説ある。1777年に描かれた地図ではすでに、この島が"Hart Island"と書かれている:75。その他、18世紀後半には「リトル・ミネフォード島」(Little Minneford Island)や「スペクタクル島」(Spectacle Island)とも呼ばれた。後者の"Spectacle"とは眼鏡のことであり、島の形を眼鏡に見立てたものである:75。
この島が狩猟地として使用されていたときに、「雄鹿」を意味する英語の古語の"hartに因んで名付けられたという説もある。また、ロングアイランド湾の一部が氷に覆われていた時期に、本土から移動してきた鹿にちなんで名付けられたとする説もある:19:140。

## 地理
ハート島は、長さが約1マイル (1.6 km)、幅が最も広い所で約0.33マイル (0.53 km)である。シティ島の東岸から0.33マイル (0.53 km)離れた所にある:75。島の面積については諸説あり、ある情報源では101エーカー (41 ha):75、別の情報源では131エーカー (53 ha)としている。ハート島は市内の他の地域から離れており、電気は通じていない。唯一のアクセス手段は渡船である。

## 歴史

1884年の海図

### 初期の歴史
ヨーロッパ人による植民地化以前、ハート島にはインディアンのシワノイ族が住んでいた。1654年に、イギリス人医師トーマス・ペルがシワノイ族から、ハート島を含む9,166エーカー (37.09 km2)の土地を購入した:75:140。1669年にトーマス・ペルが亡くなり、所有権は彼の甥であるイギリスの数学者ジョン・ペルの息子サー・ジョン・ペルに移った。島は1774年にイギリス陸軍軍人のオリヴァー・デ・ランシーに売却された。その後、ロッドマン家、ヘイト家、ハンター家と売却された:75。エリオット・ゴーンによると、19世紀初頭までにハート島は人気のボクシング競技場になっていた。島で開催されたベアナックル・ボクシングの試合には、何千人もの観客が集まった:140。
ハート島の公共的な利用は、1864年にアメリカ合衆国有色軍第31歩兵連隊の訓練場として使用されたのに始まった:15。新兵は、ジョン・ローマーという名前の蒸気船でマンハッタンの最南端のバッテリーから島に送られた。司令官の家と新兵の兵舎が建設された。兵舎には図書館とコンサートルームがあり:75、一度に2,000人から3,000人の新兵を収容することができた。最終的には50,000人以上の兵士がここで訓練を受けた:76。
1864年11月、ハート島に5,000人の捕虜を収容する捕虜収容所の建設が始まった。この収容所は、南北戦争中の1865年に4か月間使用された。この島には、捕虜となったアメリカ連合国（南軍）陸軍兵士3,413人が収容されていた:16。このうち235人が収容所で死亡し、サイプレス・ヒルズ墓地に埋葬された。南北戦争の後、貧しい退役軍人たちは、島内の共同墓地とは区別された兵士の区画に埋葬された。これらの兵士の一部は1916年にウエスト・ファームズ・ソルジャーズ墓地に移され、残りの兵士は1941年にサイプレス・ヒルズ墓地に移された。

### 墓地の開設
ハート島で最初に埋葬されたのは、南北戦争における北軍兵士20人だった。1868年5月27日、ニューヨーク市は、近くのハンター島も所有していたエドワード・ハンターから75,000ドルでハート島を購入した:141:18。ニューヨーク市による埋葬はその後まもなく開始された。当時の公共墓地の面積は45-エーカー (180,000 m2)であり、最初の埋葬者は1869年にルーズベルト島にあった市営病院で亡くなったルイーザ・ヴァン・スリケという24歳の女性だった:138。その後、この墓地は"City Cemetery"（市営墓地）や"Potter's Field"（共同墓地）と呼ばれるようになった。
1880年、ニューヨーク・タイムズ紙は、ブルックリンの広大なグリーンウッド墓地とマンハッタンにおける歴史的に貧しい地域であるファイブポイントを比較して、この島を「ファイブポイントのグリーンウッド」と表現した。同紙はまた、ハート島について「ここは、ブラックウェル島からの松の箱が運ばれてくる所である」と、ブラックウェル島（現在のルーズベルト島）の市営病院から運ばれてくる遺体について言及している。ハート島の共同墓地は、マンハッタンにあった2つの共同墓地（現在のワシントン・スクエア公園とニューヨーク公共図書館本館の敷地の一部にあった）を置き換えた。ハート島の埋葬者数は、1958年までに50万人を超えた。

### 各種施設の併置
ハート島は、1870年の黄熱病の流行時に検疫所として使用された。当時、ハート島には1885年に建てられた「パビリオン」と呼ばれる女性用精神病院、およびサナトリウムがあった。また、ハート島には300人の学生が通う工業学校もあった。1892年の調査で、ニューヨーク市の精神病院が過密状態であることが判明し、ハート島の精神病院を1,100床から1,500床に拡張することが提案された。

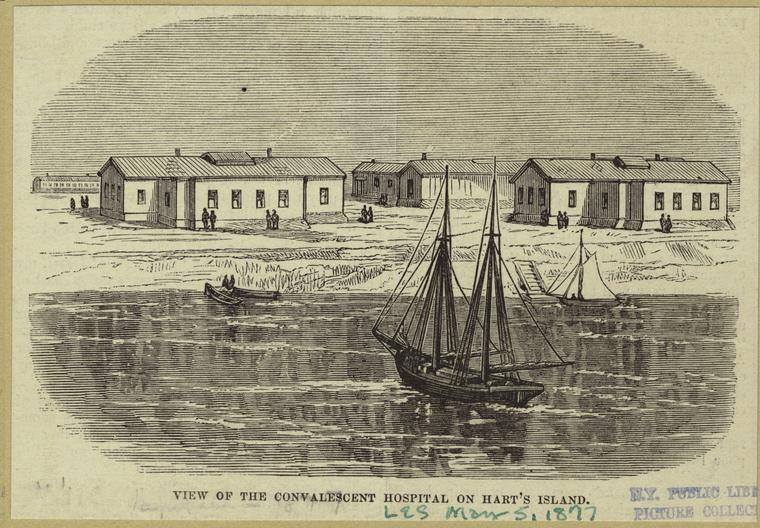
ハート島の後療病院（1877年）

19世紀後半には、ブラックウェル島の刑務所と救貧院の延長線上にあった少年用のワークハウス（救貧院）がハート島に設置された。1895年に成人男性用のワークハウスが設置され、その10年後には少年用のワークハウスが設置された:141。20世紀初頭までには、ハート島には約2,000人の非行少年とブラックウェル刑務所から移された高齢男性囚人が収容されていた。ハート島の刑務所は拡張され、独自のバンドやカトリックの刑務所内礼拝堂を持つようになった:77。1931年に6万ドルの工費で礼拝堂が着工し、翌年に完成した。
1924年、ジョン・ハンターはハート島の西側の4エーカー (1.6 ha)の土地を、バルバドス出身の不動産投機家ソロモン・ライリーに売却した。その後ライリーは、ハート島に、マンハッタンのハーレムの主な住人である黒人たちのための遊園地を建設することを提案した:141–142。当時アフリカ系アメリカ人は、ニューヨーク市のプレイランドやドブス・フェリーの遊園地への入場が禁止されていた:142ため、ライリーが提案した遊園地は「黒人のコニーアイランド」と呼ばれた。ライリーは、ダンスホール、宿舎、遊歩道の建設に着手し、運営のために60隻の蒸気船を購入していた:142。ニューヨーク州政府は、提案された遊園地が刑務所や病院に近いことに懸念を示し、ニューヨーク市は1925年に土地を差し押さえた。ライリーは後に差し押さえられた土地のために144,000ドルを支払われた。

### 第二次世界大戦後
ハート島に収監されていた囚人は第二次世界大戦中にライカーズ島に移され、ハート島のかつてのワークハウスは米軍の懲戒兵舎として使用された。ライカーズ島の刑務所はすぐに囚人で満員となった:142ため、ニューヨーク市矯正局は戦後、ハート島の刑務所としての使用を再開したが、その施設は不十分であると考えていた。1950年、ニューヨーク市財政評価委員会はハート島に2,000人を収容できるホームレスシェルターを建設することを承認した:78。このホームレスシェルターは1951年から1954年まで運営され:142、アルコール依存症患者の収容所としても使用された。近くのシティ島の住民は、ホームレスシェルターの設置に反対した。:142。ニューヨーク市福祉局がホームレスシェルターを閉鎖した後、島の管理権が矯正局に戻された:78。矯正局は1955年に、ハート島にアルコール依存症治療センターを開設した。また、ホームレスに関する事件を扱う裁判所がハート島に開設された。この島には、10日から2年の短い刑期に服する1,200人から1,800人の囚人が収監されていた。
1956年、ハート島にMIM-3（ナイキ・エイジャックス）のミサイルサイロが配備された。ミサイルサイロ・バッテリーNY-15は、1956年から1961年までアメリカ陸軍フォート・スローカム基地の一部であり、陸軍第66対空砲兵ミサイル大隊によって運用されていた。ミサイルサイロは地下にあり、大型の発電機で駆動されていた:142。ミサイルサイロはデイビッズ島にも設置されていた。目標を追跡してミサイルを誘導する統合火器管制システムはフォート・スローカムにあった。ハート島のミサイル発射システムは1974年に閉鎖された。
1959年、ハート島に既存の施設に代わる新しいワークハウスを700万ドルかけて建設することが発表された。翌年、ハート島刑務所に野球場が開場した。この野球場は、"Kratter Field"（クラッター野球場）と命名された。この名前は、1957年に閉場したエベッツ・フィールドの2,200個の座席を保管し、その一部を刑務所に寄付した実業家のマービン・クラッターにちなむものである:142。数年間屋外に置かれていた座席は劣化しており、2000年まで様々な人や団体に寄付されていた。
ハート島の刑務所は、刑法の改正により1966年に閉鎖された:79:142。刑務所の閉鎖の後、ハート島に薬物更生センターの建設が提案された。このセンターはフェニックス・ハウスと命名され、1967年に開場し、すぐに350人の入居者と菜園を持つ居住区に成長した。フェニックス・ハウスではフェスティバルが開催され、1万人以上の人が集まることもあった:141。フェニックス・ハウスで「ハート・ビート」というニュースレターを発行し、シティ・アイランドやNBCのチームなど他の組織との野球の試合を開催していた:79。1977年に、ハート島への定期の渡船が廃止され、フェニックス・ハウスはマンハッタンのビルに移転した:142。
それ以降のハート島の開発の提案は全て失敗に終わった。1972年、ニューヨーク市は住宅地にすることを検討したが、その計画は放棄された。ニューヨーク市長のエド・コッチは、1982年に軽犯罪で起訴された人のワークハウスを作ったが、十分な数の囚人が送られなかった。6年後、ハート島にホームレスシェルターとワークハウスを建設するという提案があったが、シティ島の住民の反対によりこの計画は放棄された:142。

### 建築物の廃墟化と墓地としての利用

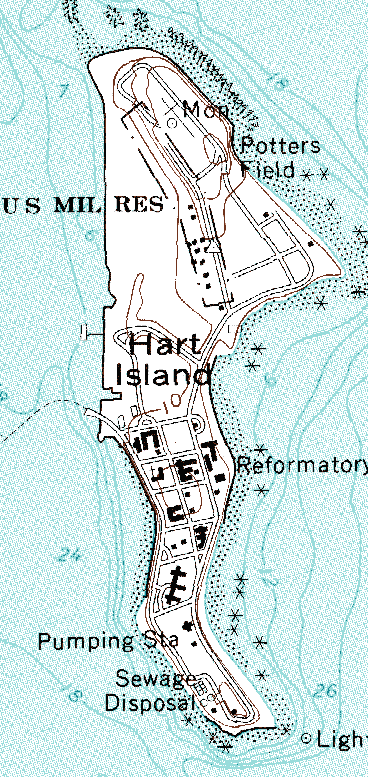
1966年の地図

元々ハート島の墓地は島の北端と南端の45エーカー (18 ha)のみであり、中央部の3分の2は居住可能な場所だった。1985年には、エイズで亡くなった16人の遺体が、他の遺体がエイズで汚染されると考えられたため、既存の墓地から離れたハート島の南端に埋葬された。ニューヨーク市で最初に死亡した小児エイズ罹患者は、ハート島で唯一、単独の墓に埋葬されており、コンクリート製の墓石には"SC B1"（special child Baby 1の略）と刻まれている:83。それ以降、何千人ものエイズによる死亡者がハート島に埋葬されたが、島に埋葬されたエイズ罹患者の正確な数は不明である。
ニューヨークのアーティストであるメリンダ・ハントと写真家のジョエル・スターンフェルドは、1991年から1993年にかけてハート島を撮影し、1998年に写真集"Hart Island"を刊行した。ハントはその後、ハート島に埋葬された人々の家族や友人を支援する組織「ハート島プロジェクト」を1994年に設立した。ハントの別のメディア作品である2018年のドキュメンタリー"One Million American Dreams"では、ハート島の歴史を記録し、そこに埋葬された様々な人々の人生を掘り下げている。
19世紀後半から20世紀初頭にさかのぼる古い木造や石造の建造物が荒廃している地区がある。南北戦争時代の兵舎は、ワークハウスや病院の建物が建設される前にこれらの施設として使用されていた。2010年代後半、ハート島プロジェクトとシティ島歴史協会は、ハート島を国家歴史登録財 (NRHP) に登録するよう請願を開始した。ハート島がNRHPに登録されるための4つの基準のうち3つを満たしていたことから、ニューヨーク州公園・レクリエーション・歴史的保存局は、2016年にハート島を"site of historical significance"（歴史的意義のある場所）に指定した。
ハート島は2012年のハリケーン・サンディにより大きな被害を受けた。海岸線の一部が浸食され、埋葬されていた多くの遺骨が露出した。これを受けて、市は海岸の修復を発表した。連邦政府は2015年に海岸の修復プロジェクトに対し1320万ドルを拠出したが、作業は数年遅れていた。修復作業の開始は当初2020年とされていたが、2019年8月、市は翌月から作業を開始すると発表した。同年12月、ハート島の管理はニューヨーク市公園レクリエーション局に引き継がれた。

## 墓地
ハート島には、面積が131-エーカー (0.53 km2)のニューヨーク市営の公共墓地（共同墓地）がある。この公共墓地は、アメリカ最大の公営墓地、世界最大級の墓地、米国最大の集団墓地の一つなどと様々な形で表現されている。島には100万体以上の遺体が埋葬されているが、2000年代以降の埋葬者数は年間1,500人以下にまで低下している。年間の埋葬者の3分の1は乳幼児と死産児で、これは1997年にニューヨーク州で児童医療保険プログラムが全ての妊婦を対象として開始されてからは2分の1に減少した。2006年のニューヨーク・タイムズ紙の記事によると、その前年のハート島の公共墓地での埋葬は1,419件で、そのうち成人が826件、乳児と死産児が546件、バラバラ死体が47件であった。

### 埋葬
遺体は掘った溝の中に埋葬される。乳幼児は棺に入れられ、5つの棺を積み重ね、通常はこれが20列で100体で1区画とする。大人は体型に応じた大きさの棺に入れられ、3つの棺を積み重ね、これを2✕25の150体で1区画とする:138。棺の大きさは7種類あり、長さは1 - 7フィート (0.30 - 2.13 m)である。それぞれ、識別番号、年齢、民族、遺体の発見場所（該当する場合）が記されている。ライカーズ島刑務所の受刑者は、時給0.50ドルでハート島での遺体の埋葬を行っている。
成人の遺体は、検視官事務所に保管されているDNA、写真、指紋から遺族の照会により遺体の身元が判明すると、掘り出され、引き渡される。2007年から2009年まで、年間で平均72件の身元判明による掘り出しがあった。子供（主に乳幼児）の遺体は、滅多に掘り出されない。規則では、一般的に棺は25年間はそのままにしておかなければならないと規定されている:78。
埋葬者の約半分は、ニューヨーク市の病院で身元が確認されて死亡した5歳未満の子供で、その母親は"City Burial"を承諾する書類に署名していた。その母親達はこの言葉が何を意味するかを知らなかった。埋葬された子供の他の親族は、国外または州外に住んでおり、その親族は広範囲に捜索を行っていた。埋葬の記録は現在、刑務所のシステム内に保管されているため、その検索はより困難になっている。幼児の埋葬の取り扱いについての調査は、2009年にニューヨーク州司法長官事務所に提出された刑事告訴に対応して開始された。
ニューヨーク市公文書館のマイクロフィルムに記録された埋葬記録によると、1913年までは、身元不明者の埋葬は単一の区画で行われ、身元が特定された大人や子供は集団墓に埋葬されていたことが示されている。埋葬後の身元判明により掘り出される事が多くなったことから、1913年には埋葬のための溝を別にするようになった。共同墓地はバラバラ死体を処分するためにも使用され、"limbs"（手足）と書かれた箱に入れられている。埋葬地での儀式は1950年代以降は行われていない:83。かつては、埋葬のための溝は、遺体が十分に分解された25～50年後に再利用されていた。その後、島内の歴史的建造物を取り壊して、埋葬のための新しいスペースを確保するようになった:139。
ライカーズ島刑務所の受刑者が、棺を3段に積み上げ、これを2✕25個で1区画とし、各区画にはコンクリートの目印が付けられている。第二次世界大戦後、"Cemetery Hill"（墓地の丘）として知られていた丘の頂上に、背の高い白い平和記念碑がニューヨーク市の受刑者によって1948年10月に建立された。

#### 伝染病の病死者の埋葬
1980年代には、エイズで亡くなった人々がハート島でそれぞれ個別に埋葬されていた。最初のエイズによる死亡者の遺体は、死体袋に入れて運ばれ、防護服を着た受刑者によって埋葬された。その後、遺体からはHIVが拡散されないことが判明すると、市はエイズによる死亡者を集団埋葬するようになった。
2008年、インフルエンザのパンデミックに備えて、ハート島が一時的な埋葬場所に指定され、最大2万人の遺体を埋葬することができるようになった。
2020年の新型コロナウイルス感染症(COVID-19)の大流行の際、遺体収容所の容量を超えた場合の、COVID-19による死者のための一時的な埋葬場所としてハート島が指定された。これは、市内の公園をそのような目的に使用する代わりに選択されたものである。市内の自宅における死亡者は大幅に増加していたが、それらの遺体はCOVID-19の検査を受けていない。集団埋葬の準備は2020年3月末から始まった。その翌月の初め、ロイター通信は、集団埋葬のための受刑者の労働力を代替するために民間の業者が雇われ、埋葬が始まったと報じた。作業はライカーズ島の受刑者が行っている。

### 埋葬記録
1977年7月下旬の放火により、多くの埋葬記録が失われた。1977年以前の埋葬記録はマンハッタンの市公文書館に移された。それ以降の記録は手書きの台帳で保管されていたが、現在はデジタル・データベースに移されており、一部はオンラインで利用できるようになっている。ハート島プロジェクトは、2008年に情報公開法(FOI)に基づき、5万件の埋葬記録の請求を行った。2008年7月には、ハート島の埋葬記録から抹消された「死亡場所」の情報に関する訴訟がニューヨーク市政府を相手に起こされ、2009年1月に和解が成立した。

### 著名な埋葬者
ハート島の埋葬者は、全てがホームレスや貧困者というわけではない。埋葬者の多くは、遺族が個別の埋葬の費用を払えなかったか、死亡後1ヶ月以内に遺体の引き取り手が現れなかったかである。著名な埋葬者に、劇作家、映画脚本家、映画監督のレオ・ビリンスキーがいる。彼は貧困の中で孤独死し、1951年に埋葬された。小説家ドーン・パウエルは、医学研究に使われた後の遺体の引き取りを遺言執行者が拒否したため、死去の5年後の1970年にハート島に埋葬された。アカデミー賞受賞者のボビー・ドリスコールは、1968年にイースト・ヴィレッジのテネメントで遺体が発見されたが、遺体の身元がすぐには判明しなかったため、ハート島に埋葬された。労働運動家でソングライターのTボーン・スリムは、ハドソン川に遺体が浮いているのが発見された後、ハート島に埋葬された。

## パブリックエンゲージメント

### ハート島プロジェクト
ハート島プロジェクト(Hart Island Project)は、ハート島とその埋葬記録へのアクセスを向上させることを目的とした非営利団体で、ニューヨークのアーティスト、メリンダ・ハントが1994年に設立した。このプロジェクトは、公開されている埋葬記録のコピーを遺族が入手するのを支援し、墓地への訪問を手配し、ハート島に埋葬されている親族を探すのに役立つウェブサイトを運営している。歴史家のトーマス・W・ラカーは次のように書いている。
無名のメキシコ移民の死者についてのウディ・ガスリーの歌は、長い間反響を受けてきた歴史がある。ハントは、感情的に関連した行為により、長年に渡って、ニューヨーク市が無名の死者を埋葬している101エーカーのハート島に眠る85万人もの貧困者の名前を公表するために調査してきた。
2009年以降、ニューヨーク市はハート島の埋葬記録をハート島プロジェクトに譲渡した。このプロジェクトは、1980年以降の埋葬記録のオンラインデータベースを維持管理している。このプロジェクトは、ハート島を月ごとに定例で全ての人に開放したり、矯正局に対し埋葬記録をオンラインで公開することを義務付ける条例を制定させるなど、ハート島へのアクセスの改革につながる活動を行っている。
ハート島プロジェクトでは、GPSのデータを用いて墓溝のデジタルマッピングを行ってきた。2014年には、GPSによる埋葬データとストーリーテリングソフト"clocks of anonymity"を使ったインタラクティブな地図を、"Traveling Cloud Museum"として公開した。これは、埋葬記録に記載されている人たちの公開されたストーリーを集めたものである。Traveling Cloud Museumは2018年に更新され、ドローンで収集したGeoTIFFの画像を使って作成した地図が追加された。この地図には6万9,000件近くの埋葬記録がそのまま表示され、故人を知っている人が個人のプロフィールにリンクされたストーリーや写真、墓碑銘、歌、動画を追加したり、エイズによる死者を特定したりすることができるようになっている。
2012年、ウェストチェスター・コミュニティ・カレッジでは、ハントの協力を得て、ハート島プロジェクトを通じて親族の墓を発見した人々のアート展を開催した。ハート島プロジェクトはまた、イギリスの造園家アン・シャロックとイアン・フィッシャーと協力して、ニューヨーク市議会と公園局にハート島の景観戦略を提示した。シャロックはハート島が自然葬施設であるというコンセプトを提示し、都市環境における自然葬への関心の高まりを概説した。

### 条例制定
2011年10月28日、ニューヨーク市議会消防・刑事司法委員会で"Oversight: Examining the Operation of Potter's Field by the N.Y.C., Department of Correction on Hart Island"（ハート島のニューヨーク市矯正局による共同墓地の運営の検討）と題した公聴会が開催された。2013年、矯正局に対し埋葬のデータベースと面会方針という2つの文書をインターネット上で公開することを義務付ける条例が可決された。2013年4月、矯正局はハート島の埋葬のオンライン・データベースを公開した。このデータベースには、1977年以降にハート島に埋葬された全ての人に関するデータが含まれており、66,000件の項目で構成されている。

#### 公園局への移管
2012年4月30日、ハート島の管轄権をニューヨーク市公園レクリエーション局に移す条例案が提出された。ハート島プロジェクトは、2012年9月27日の公聴会でこの条例案に賛成する証言を行ったが、条例案は可決されなかった。
この条例案は2014年3月に再提出され、2016年1月20日に公聴会が開催された。公園局も矯正局もこの条例案を支持しなかったため、最終的には失敗に終わった。矯正局はハート島の管理を市の別の機関が行うことを望んでいたのに対し、公園局は、使用中の墓地の運営はその権限の範囲外であると述べた。
2018年、市議会議員のイダニス・ロドリゲスらがこの条例案を再提出した。条例案を支持するにあたり、ロドリゲスは、ハート島の埋葬者の親族が愛する人の墓にアクセスできるようにしてほしいと述べた。2019年11月のニューヨーク市議会で、ほとんどの議員が公園局に管轄権を移すことに賛成票を投じ、条例案は可決された。翌月、ビル・デブラシオ市長が、この条例案のほか、ニューヨーク市運輸局によるハート島への渡船の運営を認める法案など3つの条例案に署名した。

## アクセス

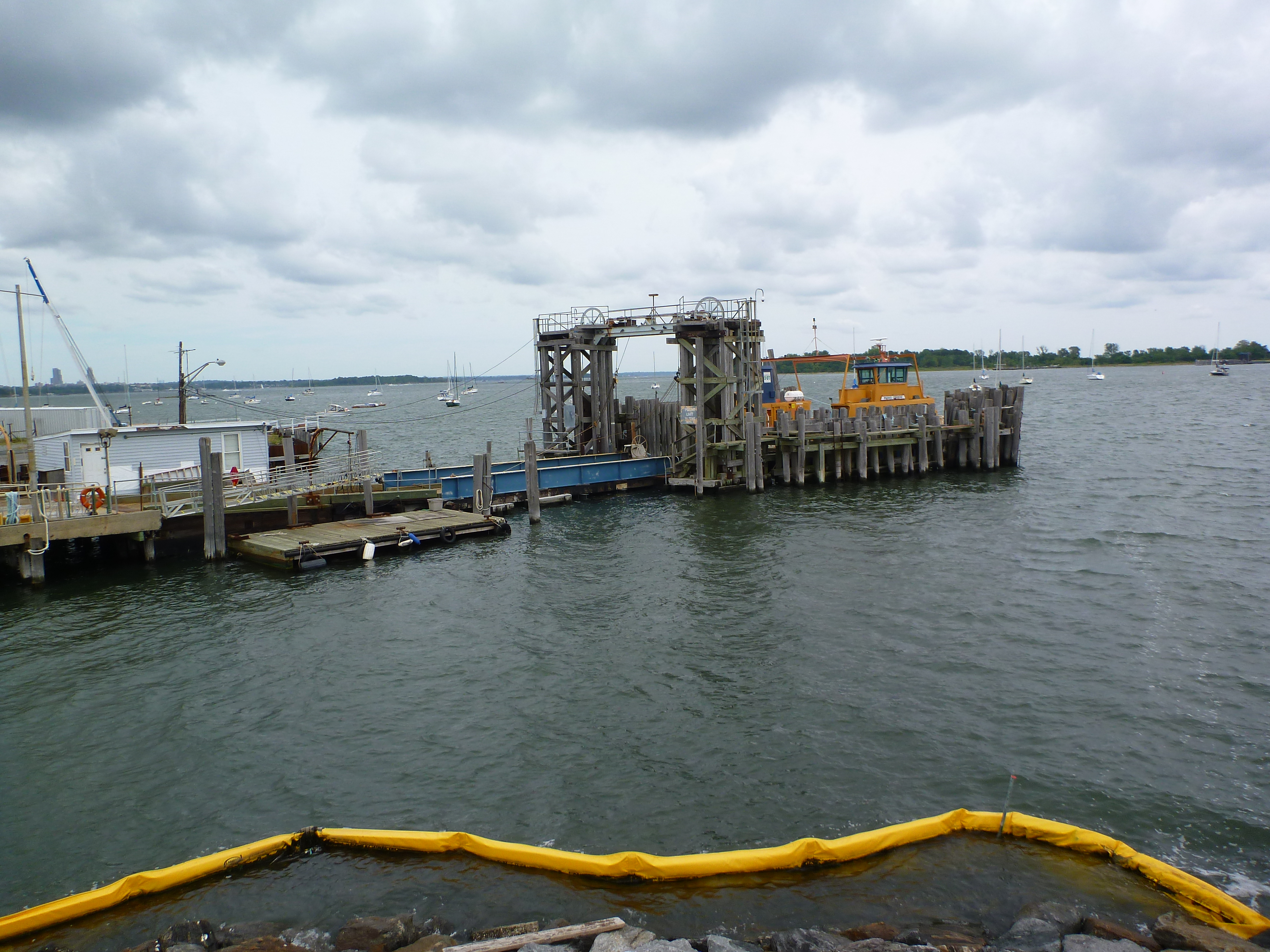
ハート島の船着場

ハート島へのアクセス手段は渡船のみである。ハート島とシティ島のフォーダム・ストリートの桟橋は、ニューヨーク市矯正局の管轄下にある制限区域である。島の訪問を希望する遺族は、事前に矯正局に訪問を申請しなければならない。ニューヨーク市政府は、矯正局に連絡せずにハート島を訪問したい個人のための規定を設けていない。市政府は、遺族が島を訪問した際に墓場に形見の品等を残してゆくことを許可しており、遺族が墓場訪問の予定を立てるためのオンラインおよび電話システムを維持している。その他の一般市民は、事前の予約のみで訪問することが許可されている。
以前、ニューヨーク市はシティ島とハート島を結ぶ渡船を24時間年中無休で運行していた。昼間は45分おきに運行されていた。埋葬される遺体も渡船で運ばれていた。1960年代には、ハート島の渡船には、Michael Cosgrove（マイケル・コスグローブ、1961年建造）とFordham（フォーダム、1922年-1982年に運航）の2隻の船が使用されていた:78。1967年には月に約1,500人が利用し、市は渡船を維持するために年間30万ドルを費やしていた。1977年、市は渡船の高頻度運航を廃止し、1日7便にまで減便した。矯正局は2000年に島のガイド付きツアーを1回開催した。2019年に条例が成立した後、ニューヨーク市交通局が渡船の高頻度運航を行うようになった。
ハート島プロジェクトとニューヨーク市民自由連盟の努力により、島を訪れるプロセスが改善された。また、"Interfaith Friends of Potter's Field"というエキュメニズムのグループや、"Picture the Homeless"という別の組織も、島をより利用しやすくするための提唱を行っている:144。2015年7月、矯正局は新しい政策を制定し、家族5人までとその同行者が月に1回の週末に墓参りをすることを許可した。この規定に基づく最初の墓参は2015年7月19日に行われた。月に2回行われる個人の墓参は、故人と親しい関係にあった人に限定されている。月に1回行われるハート島の見晴台への訪問は、一般の人も利用できる。渡船は、シティ島の制限エリア内のドックから出航している。2017年に市政府は、1か月あたりの訪問者数の上限を50人から70人に引き上げた。矯正局は、ハート島へのアクセス制限をこれ以上緩めることに反対している。ニューヨーク・タイムズ紙の記事によれば、矯正局の関係者は次のように発言している。「矯正局が施設を運営している限り、我々は矯正局の考え方で運営するつもりだ。」